# Mbassey Darboe
Mbassey Darboe (Spitzname Messi, geb. 20. Mai 1998) ist eine gambische Fußballspielerin.

## Verein
Ab mindestens 2012 spielte Darboe bei New Town FC. Im Herbst 2012 war sie dort Spielführerin. Anfang 2013 erhielt sie eine Auszeichnung als beste Spielerin der Brikama Female League.
Spätestens ab Januar 2016 spielte sie für den Interior FC. Im April 2016 war sie als gambische Sportlerin des Jahres nominiert. In der Saison 2017/2018 war sie eine der erfolgreichsten Torschützinnen der Liga.

## Nationalteam
Bei einem für August 2017 geplanten Freundschaftsspiel gegen Kap Verde stand Darboe im Kader des gambischen Nationalteams. Das Spiel wurde jedoch kurzfristig abgesagt.
Am 16. September 2017 stand sie beim ersten offiziellen internationalen Spiel Gambias gegen Guinea-Bissau auf dem Platz. Darboe war für die Teilnahme an der Qualifikation für den Afrika-Cup der Frauen 2018 nominiert, konnte aber wegen einer Verletzung nicht teilnehmen. Gambia schied in der zweiten Runde gegen Nigeria aus, das später den Titel gewann.